# Batalla de Herdonia (210 a. C.)
La segunda batalla de Herdonea tuvo lugar durante la segunda guerra púnica a finales del verano de 210 a. C.

## Antecedentes
El año anterior las armas cartaginesas habían sufrido un serio revés con la pérdida de Capua y la mayor parte de Campania a manos romanas. El doble intento de Aníbal de tratar de evitar la caída de su principal ciudad aliada atacando el cerco que tres ejércitos romanos tendieron sobre la capital campana en la Segunda batalla de Capua y aproximándose con sus tropas a la mismísima Roma con el fin de atraerlos a una batalla campal, fracasó. Adicionalmente en Sicilia todo el antiguo reino de Siracusa cayó igualmente en manos de sus enemigos viéndose relegados los cartagineses a unas pocas localidades en el suroeste de la isla. Este último contratiempo condicionó el tramo final de la campaña anterior al tener que desviarse desde Cartago y desde el propio ejército de Aníbal contingentes de tropas para socorrer a las poblaciones fieles a los púnicos en la isla. El general cartaginés incluso trató de tomar sin éxito Regio, ciudad desde la que se controla el estrecho de Mesina por el que se podía transitar directamente del sur de Italia a Sicilia. Con este panorama a finales de 211 a. C., había dado comienzo la campaña del nuevo año. El general cartaginés se encontraba en Apulia, pero apenas iniciada la misma, tras la pérdida por traición de la ciudad de Salapia y la importante guarnición de caballería que allí tenía, debió retornar al Brucio.

## La batalla
Enterado por sus aliados de la presencia junto a Herdonea del ejército del procónsul Cneo Fulvio Centumalo, acudió a marchas forzadas a la zona para sorprenderle. Nada más llegar y aprovechando que era una mañana de niebla, el ejército púnico presentó batalla en las cercanías de la población la cual fue aceptada por el procónsul romano. Este alineó en vanguardia a la V legión y al alae sociorum izquierda mientras dejaba a la VI legión y al alae derecha en retaguardia. Cuando ambas infanterías se enzarzaron en combate, Aníbal ordenó a su caballería que atacara simultáneamente a la legión de retaguardia y al campamento enemigo. Esta maniobra provocó el pánico y la desbandada de los romanos que resultaron masacrados.
Una pequeña parte de ellos consiguió guarecerse en un montículo cercano al campamento el cual defendieron con éxito. El procónsul murió junto a once de sus doce tribunos. Las cifras de muertos oscilan entre las 8.000 y 13.000 de acuerdo a Frontino, Eutropio, Apiano y Tito Livio, pero Paulo Orosio las incrementa hasta las 17 000. La composición de un ejército principal romano no bajaba de 25.000 hombres, y el de Centumalo lo era pues junto al del cónsul Marco Claudio Marcelo constituían los dos únicos ejércitos de dos legiones que ese año Roma puso en el Sur de la península para oponerse al cartaginés. Los supervivientes de la batalla que se reintegraron a las filas romanas se elevan a 4.344 hombres, lo que hace pensar que la cifra de bajas mortales se acerque más a la dada por Orosio. Esos soldados que lograron escapar del desastre huyeron al Samnio donde alcanzaron al ejército del cónsul Marcelo.
Se cree que los restos mortales del procónsul fueron enviados por Aníbal a Roma.

## Acontecimientos posteriores
Después de la batalla el general púnico castigó al sector prorromano de la ciudad que mantenía conversaciones con el procónsul romano fallecido y evacuó a toda la población de Herdonea hacia Metaponto ante su incapacidad para poder seguir brindándole protección en una posición tan adelantada respecto al resto de territorios bajo su control y el miedo a que finalmente consumase una deserción. Esta misma estrategia de tierra quemada la siguió inmediatamente después con Atella, su última población aliada en Campania, a la cual llevó a Turios.
Tras este desastre Marcelo se dirigió con su ejército consular a interceptar a Aníbal de modo que perdiese la libertad de movimientos de la que estaba haciendo gala. Esto sucedió en el norte de Lucania donde tuvo lugar la batalla de Numistro de resultado incierto, tras la cual el general púnico marchó a Apulia seguido por los romanos, librando frecuentes escaramuzas. Con estos acontecimientos finalizó la campaña del año 210 a. C. con ambos ejércitos acuartelados en los alrededores de Apulia.

## Consecuencias
La fuerte derrota agravó las relaciones de Roma con sus aliados italianos, pues la mayor parte de supervivientes fueron de este origen, y a inicios del siguiente consulado, tal y como hicieron con los restos de otros ejércitos aniquilados en combate, fueron desterrados a Sicilia hasta el final de la guerra. Doce de las treinta colonias rehusaron seguir aportando tropas al esfuerzo de guerra lo que puso en un serio peligro el reclutamiento del siguiente año 209 a. C.
Para Aníbal la batalla fue un éxito táctico que le permitió ganar un poco de tiempo para poder replegar las poblaciones aliadas más alejadas, pero el fuerte marcaje al que a partir de ese momento le sometió Marcelo le privó de la iniciativa para el resto de la campaña de ese año. Aniquilar casi por completo un nuevo ejército romano no detuvo por mucho tiempo el avance de sus enemigos. En los siguientes tres años estos reconquistaron la mayoría de los territorios y ciudades perdidas tras el desastre de Cannas y empujaron al general cartaginés a la región del Brucio en el extremo suroeste de la península. Esta batalla fue la última victoria total cartaginesa en la guerra. Todas las que siguieron serían enfrentamientos no concluyentes o victorias menores de uno u otro bando.